# A medio vivir (песня)
«A Medio Vivir» (рус. Жить наполовину) — первый одноимённый и третий сингл с альбома Рики Мартина A Medio Vivir. Был выпущен 27 ноября 1995 года.
Песня достигла 36-й строки в Hot Latin Songs в США.

## Форматы и трек-листы
US promotional CD single
1. «A Medio Vivir» — 4:41

## Чарты
| Чарт (1996)                         | Наивысшая позиция |
| ----------------------------------- | ----------------- |
| US Billboard Hot Latin Songs        | 36                |
| US Billboard Latin Pop Songs        | 8                 |
| US Billboard Latin Tropical Airplay | 19                |